# Lista odcinków serialu Married
Poniżej znajduje się lista odcinków serialu telewizyjnego Married – emitowanego przez amerykańską stację kablową   FX od 17 lipca 2014 roku do 1 października 2015 roku. Łącznie powstały 2 sezony, składające się z 23 odcinków. W Polsce serial nie był emitowany.
| Sezon | Sezon | Odcinki | Oryginalna emisja | Oryginalna emisja   | Oryginalna emisja | Oryginalna emisja | Oryginalna emisja |
| Sezon | Sezon | Odcinki | Premiera sezonu   | Finał sezonu        | Premiera sezonu   | Finał sezonu      |                   |
| ----- | ----- | ------- | ----------------- | ------------------- | ----------------- | ----------------- | ----------------- |
|       | 1     | 10      | 17 lipca 2014     | 18 września 2014    | brak danych       | brak danych       |                   |
|       | 2     | 13      | 16 lipca 2015     | 1 października 2015 | brak danych       | brak danych       |                   |

## Sezon 1 (2014)
| Nr | #  | Tytuł           | Reżyseria      | Scenariusz                   | Premiera FX      |
| -- | -- | --------------- | -------------- | ---------------------------- | ---------------- |
| 1  | 1  | Pilot           | Andrew Gurland | Andrew Gurland               | 17 lipca 2014    |
| 2  | 2  | The Shower      | Jesse Peretz   | Andrew Gurland Salamo Levin  | 24 lipca 2014    |
| 3  | 3  | The Getaway     | Jesse Peretz   | Kevin Napier                 | 31 lipca 2014    |
| 4  | 4  | Uncool          | Adam Davidson  | Sam Sklaver Andrew Gurland   | 7 sierpnia 2014  |
| 5  | 5  | The Playdate    | Jamie Babbit   | Jennifer Joyce               | 14 sierpnia 2014 |
| 6  | 6  | Invisible Man   | Jamie Babbit   | Dan O'Keefe                  | 21 sierpnia 2014 |
| 7  | 7  | Waffles & Pizza | Huck Botko     | Salamo Levin Andrew Gurland  | 28 sierpnia 2014 |
| 8  | 8  | The Old Date    | Huck Botko     | Daisy Gardner                | 4 września 2014  |
| 9  | 9  | Halloween       | Huck Botko     | Dan O'Keefe                  | 11 września 2014 |
| 10 | 10 | Family Day      | Andrew Gurland | Daisy Gardner Andrew Gurland | 18 września 2014 |

## Sezon 2 (2015)
| Nr | #  | Tytuł        | Reżyseria      | Scenariusz                    | Premiera FX         |
| -- | -- | ------------ | -------------- | ----------------------------- | ------------------- |
| 11 | 1  | Thanksgiving | Jamie Babbitt  | Daisy Gardner                 | 16 lipca 2015       |
| 12 | 2  | Aftershocks  | Jamie Babbit   | Samantha McIntyre             | 23 lipca 2015       |
| 13 | 3  | The Sandwich | Jamie Babbit   | Ari Posner                    | 30 lipca 2015       |
| 14 | 4  | Koreatown    | Nisha Ganatra  | Michelle Gurland, Laura Moses | 6 sierpnia 2015     |
| 15 | 5  | Pimps        | Nisha Ganatra  | Samantha McIntyre             | 13 sierpnia 2015    |
| 16 | 6  | Murder!      | Jamie Babbit   | BJ Porter                     | 20 sierpnia 2015    |
| 17 | 7  | The Cruise   | Jamie Babbit   | Daisy Gardner                 | 27 sierpnia 2015    |
| 18 | 8  | Mother's Day | Andrew Gurland | Andrew Gurland, Daisy Gardner | 3 września 2015     |
| 19 | 9  | Guardians    | Nisha Ganatra  | Andrew Gurland, Daisy Gardner | 10 września 2015    |
| 20 | 10 | 1997         | Jamie Babbit   | Kevin Napier                  | 17 września 2015    |
| 21 | 11 | Triggers     | Jay Karas      | Kevin Napier, Salamo Levin    | 24 września 2015    |
| 22 | 12 | Gymnastics   | Jay Karas      | Dan O'Keefe                   | 1 października 2015 |
| 23 | 13 | The Waiter   | Andrew Gurland | Samantha McIntyre             | 1 października 2015 |